# Ernst Rosenqvist
Ernst Edward Rosenqvist (* 24. August 1869 in Helsinki; † 27. Mai 1932 in Kuopio) war ein finnischer Sportschütze.

## Erfolge
Ernst Rosenqvist nahm an den Olympischen Spielen 1912 in Stockholm in zwei Wettbewerben teil. Im Einzelwettbewerb auf den Laufenden Hirsch belegte er mit 32 Punkten den 14. Platz. In der Mannschaftskonkurrenz auf den Laufenden Hirsch war Rosenqvist mit 26 Punkten der schwächste Schütze der finnischen Mannschaft, mit der er den dritten Platz hinter der schwedischen und der US-amerikanischen Mannschaft erreichte. Neben Rosenqvist sicherten sich Axel Fredrik Londen, Nestori Toivonen und Iivar Väänänen den Gewinn der Bronzemedaille.
Nach seiner sportlichen Karriere war er von 1918 bis 1927 als Nachfolger von Aukusti Aho Gouverneur der Provinz Mikkeli.